# Marco Mathis
Marco Mathis (né le 7 avril 1994 à Tettnang) est un coureur cycliste allemand. Il est champion du monde du contre-la-montre des moins de 23 ans en 2016.

## Biographie
Son titre de champion du monde du contre-la-montre des moins de 23 ans  obtenu en 2016, à Doha, au Qatar lui ouvre les portes de l'équipe World Tour Katusha-Alpecin avec laquelle il signe un contrat de deux ans en octobre.
Sélectionné pour représenter son pays aux championnats d'Europe de cyclisme sur route en 2018, il se classe quatorzième de l'épreuve contre-la-montre.
Il rejoint l'équipe Cofidis en 2019. Fin juillet, il est présélectionné pour représenter son pays aux championnats d'Europe sur route. Il s'adjuge à cette occasion la médaille d'argent du relais mixte et la vingt-et-unième place du contre-la-montre individuel. Il n'est pas conservé par Cofidis à l'issue de la saison 2020 et se retrouve sans équipe pour 2021. Il annonce vouloir se consacrer au cyclisme sur piste. En mai 2021, il fait donc son retour en tant que membre du quatuor allemand qui remporte la poursuite par équipes à la Coupe des Nations de Hong Kong. En juin 2021, il est inscrit comme coureur remplaçant pour participer aux Jeux olympiques de Tokyo, mais sans participer aux compétitions. Fin 2021, il met un terme à sa carrière de coureur à 27 ans. 

## Palmarès sur route

### Par année
- 2012
  - 1re étape du Tour de la région de Łódź
  - 3e de l'Internationale 3-Etappen-Rundfahrt
- 2015
  -  Champion d'Allemagne du contre-la-montre par équipes
- 2016
  -  Champion du monde du contre-la-montre espoirs
  -  Champion d'Allemagne du contre-la-montre par équipes
  - 3e du championnat d'Allemagne du contre-la-montre espoirs
  - 3e du Dookoła Mazowsza
- 2017
  - 8e du championnat d'Europe du contre-la-montre
- 2019
  -  Médaillé d'argent du championnat d'Europe du relais mixte contre-la-montre

## Résultats sur les grands tours

### Tour d'Italie
1 participation
- 2020 : 130e

### Classements mondiaux
| Année           | 2016 | 2017   | 2018   |
| --------------- | ---- | ------ | ------ |
| UCI Europe Tour | 634e | 1 085e | 1 976e |
| UCI Asia Tour   | 56e  |        |        |

## Palmarès sur piste

### Coupe des nations
- 2021
  - 1er de la poursuite par équipes à Hong Kong (avec Theo Reinhardt, Felix Groß, Leon Rohde et Domenic Weinstein)

### Championnats d'Europe
| Édition / Épreuve     | Poursuite par équipes |
| Anadia 2014 (espoirs) | Bronze                |

### Championnats d'Allemagne
- 2013
  - 2e de l'américaine
- 2014
  - 3e de l'américaine
- 2015
  - 2e de la poursuite par équipes
- 2016
  -  Champion d'Allemagne de poursuite
  -  Champion d'Allemagne de poursuite par équipes (avec Maximilian Beyer, Leif Lampater et Lucas Liß)